# Emil Hurezeanu
Emil Hurezeanu, właśc. Emilian-Horațiu Hurezeanu (ur. 26 sierpnia 1955 w Sybinie) – rumuński dziennikarz i dyplomata, ambasador w Niemczech i Austrii, w latach 2024–2025 minister spraw zagranicznych.

## Życiorys
W 1979 ukończył studia prawnicze na Uniwersytecie Babeșa i Bolyaia w Klużu-Napoce. W latach 1982–1983 był stypendystą na Uniwersytecie Wiedeńskim. W 1991 uzyskał magisterium ze stosunków międzynarodowych na Uniwersytecie Bostońskim.
W drugiej połowie lat 70. był redaktorem i sekretarzem generalnym redakcji studenckiego czasopisma „Echinox”. Od 1980 praktykował jako prawnik. Po zakończeniu nauki w Wiedniu pozostał na emigracji. Od 1983 do 1994 pracował w rumuńskiej sekcji Radia Wolna Europa w Monachium, w pierwszej połowie lat 90. był zastępcą dyrektora i dyrektorem tej sekcji. W latach 1995–2002 kierował sekcją rumuńską w Deutsche Welle w Kolonii, później do 2011 był korespondentem tego nadawcy z Bukaresztu. Po powrocie do Rumunii zajmował się działalnością akademicką jako wykładowca na różnych uczelniach. W 2003 pełnił funkcję doradcy premiera Adriana Năstase do spraw polityki zagranicznej i komunikacji. Pracował też m.in. w telewizji Realitatea TV i jako dyrektor dziennika „România Liberă”, prowadził program telewizyjny poświęcony polityce zagranicznej, a także udzielał się w mediach jako komentator spraw politycznych.
W latach 2015–2021 pełnił funkcję ambasadora w Niemczech, a od 2021 był ambasadorem Rumunii w Austrii. W grudniu 2024 z rekomendacji Partii Narodowo-Liberalnej objął urząd ministra spraw zagranicznych w utworzonym wówczas rządzie Marcela Ciolacu; sprawował go do czerwca 2025.

## Odznaczenia
- Komandor Orderu Zasługi (2000)[4]
- Wielki Krzyż Zasługi Orderu Zasługi Republiki Federalnej Niemiec (2021)[1]